# 全国高等学校野球選手権大会 (茨城県勢)
全国高等学校野球選手権大会における茨城県勢の成績について記す。

## 大会結果
| 年度（大会）          | 代表校                                         | 試合結果                                       | 試合結果                                       | 成績                                           |
| --------------------- | ---------------------------------------------- | ---------------------------------------------- | ---------------------------------------------- | ---------------------------------------------- |
| 1918年（第4回大会）   | 龍ヶ崎中（関東・初出場）                       | （米騒動による大会中止）                       | （米騒動による大会中止）                       | （米騒動による大会中止）                       |
| 1919年（第5回大会）   | 龍ヶ崎中（関東・2年連続2回目）                 | 1回戦                                          | ● 4 - 12 松山商                                | 初戦敗退                                       |
| 1920年（第6回大会）   | 龍ヶ崎中（関東・3年連続3回目）                 | 1回戦                                          | ● 0 - 1 愛知一中                               | 初戦敗退                                       |
| 1921年（第7回大会）   | 龍ヶ崎中（関東・4年連続4回目）                 | 2回戦                                          | ● 3 - 5 大連商                                 | 初戦敗退                                       |
| 1922年（第8回大会）   | 龍ヶ崎中（関東・5年連続5回目）                 | 1回戦                                          | ● 3 - 14 松本商                                | 初戦敗退                                       |
| 1927年（第13回大会）  | 茨城商（南関東・初出場）                       | 1回戦                                          | ● 1 - 9 鳥取一中                               | 初戦敗退                                       |
| 1929年（第15回大会）  | 水戸中（南関東・初出場）                       | 2回戦                                          | ● 1 - 5 静岡中                                 | 初戦敗退                                       |
| 1930年（第16回大会）  | 水戸中（南関東・2年連続2回目）                 | 2回戦                                          | ● 2 - 3 東北中                                 | 初戦敗退                                       |
| 1933年（第19回大会）  | 水戸商（南関東・6年ぶり2回目）                 | 1回戦                                          | ○ 4 - 3 大連商                                 | 2回戦                                          |
| 1933年（第19回大会）  | 水戸商（南関東・6年ぶり2回目）                 | 2回戦                                          | ● 0 - 10 明石中                                | 2回戦                                          |
| 1949年（第31回大会）  | 水戸商（北関東・16年ぶり3回目）                | 1回戦                                          | ○ 16 - 3 海南                                  | 2回戦                                          |
| 1949年（第31回大会）  | 水戸商（北関東・16年ぶり3回目）                | 2回戦                                          | ● 4 - 6 高松一                                 | 2回戦                                          |
| 1952年（第34回大会）  | 水戸商（北関東・3年ぶり4回目）                 | 1回戦                                          | ○ 5 - 0 都留                                   | 2回戦                                          |
| 1952年（第34回大会）  | 水戸商（北関東・3年ぶり4回目）                 | 2回戦                                          | ● 3 - 6 成田                                   | 2回戦                                          |
| 1954年（第36回大会）  | 水戸一（北関東・24年ぶり3回目）                | 1回戦                                          | ● 0 - 3 中京商                                 | 初戦敗退                                       |
| 1957年（第39回大会）  | 土浦一（北関東・初出場）                       | 1回戦                                          | ○ 4 - 0 県和歌山商                             | 2回戦                                          |
| 1957年（第39回大会）  | 土浦一（北関東・初出場）                       | 2回戦                                          | ● 0 - 2 岐阜商                                 | 2回戦                                          |
| 1958年（第40回大会）  | 水戸商（6年ぶり5回目）                         | 1回戦                                          | ○ 3x - 2 佐賀                                  | 3回戦                                          |
| 1958年（第40回大会）  | 水戸商（6年ぶり5回目）                         | 2回戦                                          | ○ 5 - 1 法政二                                 | 3回戦                                          |
| 1958年（第40回大会）  | 水戸商（6年ぶり5回目）                         | 3回戦                                          | ● 0 - 1x 高松商（延長16回）                    | 3回戦                                          |
| 1959年（第41回大会）  | 下館一（東関東・初出場）                       | 1回戦                                          | ● 1 - 15 東北                                  | 初戦敗退                                       |
| 1960年（第42回大会）  | 水戸商（東関東・2年ぶり6回目）                 | 1回戦                                          | ● 0 - 10 秋田商                                | 初戦敗退                                       |
| 1963年（第45回大会）  | 水戸工（初出場）                               | 1回戦                                          | ● 1 - 2 岡山東商                               | 初戦敗退                                       |
| 1966年（第48回大会）  | 竜ヶ崎一（東関東・44年ぶり6回目）              | 1回戦                                          | ○ 6 - 5 興南（延長10回）                       | 2回戦                                          |
| 1966年（第48回大会）  | 竜ヶ崎一（東関東・44年ぶり6回目）              | 2回戦                                          | ● 1 - 9 報徳学園                               | 2回戦                                          |
| 1968年（第50回大会）  | 取手一（初出場）                               | 1回戦                                          | ● 2 - 4 松山商                                 | 初戦敗退                                       |
| 1969年（第51回大会）  | 取手一（東関東・2年連続2回目）                 | 1回戦                                          | ○ 2 - 1 宇部商                                 | 2回戦                                          |
| 1969年（第51回大会）  | 取手一（東関東・2年連続2回目）                 | 2回戦                                          | ● 1 - 2 平安                                   | 2回戦                                          |
| 1973年（第55回大会）  | 取手一（4年ぶり3回目）                         | 1回戦                                          | ● 1 - 2x 高松商（延長11回）                    | 初戦敗退                                       |
| 1974年（第56回大会）  | 土浦日大（初出場）                             | 2回戦                                          | ● 2 - 3x 東海大相模（延長16回）                | 初戦敗退                                       |
| 1975年（第57回大会）  | 竜ヶ崎一（9年ぶり7回目）                       | 1回戦                                          | ● 4 - 8 浜松商                                 | 初戦敗退                                       |
| 1976年（第58回大会）  | 鉾田一（初出場）                               | 2回戦                                          | ● 4 - 7 市神港（延長11回）                     | 初戦敗退                                       |
| 1977年（第59回大会）  | 取手二（初出場）                               | 1回戦                                          | ○ 4 - 1 掛川西                                 | 2回戦                                          |
| 1977年（第59回大会）  | 取手二（初出場）                               | 2回戦                                          | ● 1 - 3 宇都宮学園                             | 2回戦                                          |
| 1978年（第60回大会）  | 取手二（2年連続2回目）                         | 1回戦                                          | ● 1 - 3 岡山東商                               | 初戦敗退                                       |
| 1979年（第61回大会）  | 明野（初出場）                                 | 1回戦                                          | ○ 5x - 4 高松商（延長13回）                    | 2回戦                                          |
| 1979年（第61回大会）  | 明野（初出場）                                 | 2回戦                                          | ● 3 - 5 前橋工                                 | 2回戦                                          |
| 1980年（第62回大会）  | 江戸川学園（初出場）                           | 2回戦                                          | ● 0 - 9 横浜                                   | 初戦敗退                                       |
| 1981年（第63回大会）  | 取手二（3年ぶり2回目）                         | 1回戦                                          | ● 1 - 2 鎮西                                   | 初戦敗退                                       |
| 1982年（第64回大会）  | 鉾田一（6年ぶり2回目）                         | 2回戦                                          | ● 2 - 6 広島商                                 | 初戦敗退                                       |
| 1983年（第65回大会）  | 茨城東（初出場）                               | 2回戦                                          | ● 4 - 6 市尼崎（延長10回）                     | 初戦敗退                                       |
| 1984年（第66回大会）  | 取手二（3年ぶり4回目）                         | 2回戦                                          | ○ 5 - 3 箕島                                   | 優勝                                           |
| 1984年（第66回大会）  | 取手二（3年ぶり4回目）                         | 3回戦                                          | ○ 8 - 1 福岡大大濠                             | 優勝                                           |
| 1984年（第66回大会）  | 取手二（3年ぶり4回目）                         | 準々決勝                                       | ○ 7 - 5 鹿児島商工                             | 優勝                                           |
| 1984年（第66回大会）  | 取手二（3年ぶり4回目）                         | 準決勝                                         | ○ 18 - 6 鎮西                                  | 優勝                                           |
| 1984年（第66回大会）  | 取手二（3年ぶり4回目）                         | 決勝                                           | ○ 8 - 4 PL学園（延長10回）                     | 優勝                                           |
| 1985年（第67回大会）  | 日立一（初出場）                               | 2回戦                                          | ○ 4 - 0 広島工                                 | 3回戦                                          |
| 1985年（第67回大会）  | 日立一（初出場）                               | 3回戦                                          | ● 0 - 4 関東一                                 | 3回戦                                          |
| 1986年（第68回大会）  | 土浦日大（12年ぶり2回目）                      | 1回戦                                          | ○ 3 - 0 島原中央                               | 2回戦                                          |
| 1986年（第68回大会）  | 土浦日大（12年ぶり2回目）                      | 2回戦                                          | ● 2 - 5 松山商                                 | 2回戦                                          |
| 1987年（第69回大会）  | 常総学院（初出場）                             | 1回戦                                          | ○ 5 - 2 福井商                                 | 準優勝                                         |
| 1987年（第69回大会）  | 常総学院（初出場）                             | 2回戦                                          | ○ 7 - 0 沖縄水産                               | 準優勝                                         |
| 1987年（第69回大会）  | 常総学院（初出場）                             | 3回戦                                          | ○ 6 - 0 尽誠学園                               | 準優勝                                         |
| 1987年（第69回大会）  | 常総学院（初出場）                             | 準々決勝                                       | ○ 7 - 4 中京                                   | 準優勝                                         |
| 1987年（第69回大会）  | 常総学院（初出場）                             | 準決勝                                         | ○ 2x - 1 東亜学園（延長10回）                  | 準優勝                                         |
| 1987年（第69回大会）  | 常総学院（初出場）                             | 決勝                                           | ● 2 - 5 PL学園                                 | 準優勝                                         |
| 1988年（第70回大会）  | 常総学院（2年連続2回目）                       | 1回戦                                          | ○ 19 - 1 小浜                                  | 2回戦                                          |
| 1988年（第70回大会）  | 常総学院（2年連続2回目）                       | 2回戦                                          | ● 2 - 6 浦和市立                               | 2回戦                                          |
| 1989年（第71回大会）  | 常総学院（3年連続3回目）                       | 1回戦                                          | ● 1 - 4 福岡大大濠                             | 初戦敗退                                       |
| 1990年（第72回大会）  | 竜ヶ崎一（15年ぶり8回目）                      | 1回戦                                          | ○ 3 - 1 大野                                   | 2回戦                                          |
| 1990年（第72回大会）  | 竜ヶ崎一（15年ぶり8回目）                      | 2回戦                                          | ● 1 - 3 松山商                                 | 2回戦                                          |
| 1991年（第73回大会）  | 竜ヶ崎一（2年連続9回目）                       | 2回戦                                          | ○ 5 - 4 益田農林                               | 3回戦                                          |
| 1991年（第73回大会）  | 竜ヶ崎一（2年連続9回目）                       | 3回戦                                          | ● 3 - 4 星稜                                   | 3回戦                                          |
| 1992年（第74回大会）  | 常総学院（3年ぶり4回目）                       | 2回戦                                          | ● 3x - 4 佐世保実（延長10回）                  | 初戦敗退                                       |
| 1993年（第75回大会）  | 常総学院（2年連続5回目）                       | 1回戦                                          | ○ 11 - 1 鳥栖商                                | ベスト4                                        |
| 1993年（第75回大会）  | 常総学院（2年連続5回目）                       | 2回戦                                          | ○ 4 - 1 近大付                                 | ベスト4                                        |
| 1993年（第75回大会）  | 常総学院（2年連続5回目）                       | 3回戦                                          | ○ 1 - 0 鹿児島商工                             | ベスト4                                        |
| 1993年（第75回大会）  | 常総学院（2年連続5回目）                       | 準々決勝                                       | ○ 6 - 3 小林西（延長10回）                     | ベスト4                                        |
| 1993年（第75回大会）  | 常総学院（2年連続5回目）                       | 準決勝                                         | ● 3 - 5 春日部共栄                             | ベスト4                                        |
| 1994年（第76回大会）  | 水戸商（34年ぶり7回目）                        | 1回戦                                          | ○ 9 - 1 九州工                                 | ベスト8                                        |
| 1994年（第76回大会）  | 水戸商（34年ぶり7回目）                        | 2回戦                                          | ○ 1 - 0 盛岡四                                 | ベスト8                                        |
| 1994年（第76回大会）  | 水戸商（34年ぶり7回目）                        | 3回戦                                          | ○ 3 - 1 八頭                                   | ベスト8                                        |
| 1994年（第76回大会）  | 水戸商（34年ぶり7回目）                        | 準々決勝                                       | ● 1 - 2x 佐久                                  | ベスト8                                        |
| 1995年（第77回大会）  | 水戸商（2年連続8回目）                         | 1回戦                                          | ● 3 - 8 鹿児島商                               | 初戦敗退                                       |
| 1996年（第78回大会）  | 水戸短大付（初出場）                           | 1回戦                                          | ○ 7 - 4 智弁和歌山                             | 2回戦                                          |
| 1996年（第78回大会）  | 水戸短大付（初出場）                           | 2回戦                                          | ● 3 - 4 高陽東                                 | 2回戦                                          |
| 1997年（第79回大会）  | 茨城東（14年ぶり2回目）                        | 2回戦                                          | ● 3 - 4 福岡工大付                             | 初戦敗退                                       |
| 1998年（第80回大会）  | 常総学院（5年ぶり6回目）                       | 2回戦                                          | ○ 10 - 3 近江                                  | ベスト8                                        |
| 1998年（第80回大会）  | 常総学院（5年ぶり6回目）                       | 3回戦                                          | ○ 4 - 2 宇和島東                               | ベスト8                                        |
| 1998年（第80回大会）  | 常総学院（5年ぶり6回目）                       | 準々決勝                                       | ● 4 - 10 京都成章                              | ベスト8                                        |
| 1999年（第81回大会）  | 水戸商（4年ぶり9回目）                         | 2回戦                                          | ○ 15 - 5 浜田                                  | 3回戦                                          |
| 1999年（第81回大会）  | 水戸商（4年ぶり9回目）                         | 3回戦                                          | ● 0 - 6 岡山理大付                             | 3回戦                                          |
| 2000年（第82回大会）  | 水戸商（2年連続10回目）                        | 2回戦                                          | ● 8 - 14 九州学院                              | 初戦敗退                                       |
| 2001年（第83回大会）  | 常総学院（3年ぶり7回目）                       | 1回戦                                          | ○ 15 - 4 上宮太子                              | 2回戦                                          |
| 2001年（第83回大会）  | 常総学院（3年ぶり7回目）                       | 2回戦                                          | ● 0 - 3 秀岳館                                 | 2回戦                                          |
| 2002年（第84回大会）  | 常総学院（2年連続8回目）                       | 1回戦                                          | ○ 3 - 2 宇部商                                 | 3回戦                                          |
| 2002年（第84回大会）  | 常総学院（2年連続8回目）                       | 2回戦                                          | ○ 3 - 0 柳川                                   | 3回戦                                          |
| 2002年（第84回大会）  | 常総学院（2年連続8回目）                       | 3回戦                                          | ● 6 - 7 明徳義塾                               | 3回戦                                          |
| 2003年（第85回大会）  | 常総学院（3年連続9回目）                       | 1回戦                                          | ○ 2 - 1 柳ヶ浦                                 | 優勝                                           |
| 2003年（第85回大会）  | 常総学院（3年連続9回目）                       | 2回戦                                          | ○ 6 - 3 智弁和歌山                             | 優勝                                           |
| 2003年（第85回大会）  | 常総学院（3年連続9回目）                       | 3回戦                                          | ○ 7 - 0 静岡                                   | 優勝                                           |
| 2003年（第85回大会）  | 常総学院（3年連続9回目）                       | 準々決勝                                       | ○ 5 - 1 鳥栖商                                 | 優勝                                           |
| 2003年（第85回大会）  | 常総学院（3年連続9回目）                       | 準決勝                                         | ○ 6 - 2 桐生第一                               | 優勝                                           |
| 2003年（第85回大会）  | 常総学院（3年連続9回目）                       | 決勝                                           | ○ 4 - 2 東北                                   | 優勝                                           |
| 2004年（第86回大会）  | 下妻二（初出場）                               | 1回戦                                          | ● 1 - 3 熊本工                                 | 初戦敗退                                       |
| 2005年（第87回大会）  | 藤代（初出場）                                 | 1回戦                                          | ○ 3 - 2 柳川（延長12回）                       | 2回戦                                          |
| 2005年（第87回大会）  | 藤代（初出場）                                 | 2回戦                                          | ● 1 - 8 大阪桐蔭                               | 2回戦                                          |
| 2006年（第88回大会）  | 常総学院（3年ぶり10回目）                      | 1回戦                                          | ● 8 - 11 今治西                                | 初戦敗退                                       |
| 2007年（第89回大会）  | 常総学院（2年連続11回目）                      | 2回戦                                          | ● 3 - 5 京都外大西（延長12回）                 | 初戦敗退                                       |
| 2008年（第90回大会）  | 常総学院（3年連続12回目）                      | 1回戦                                          | ● 5 - 13 関東一                                | 初戦敗退                                       |
| 2009年（第91回大会）  | 常総学院（4年連続13回目）                      | 1回戦                                          | ● 4 - 8 九州国際大付                           | 初戦敗退                                       |
| 2010年（第92回大会）  | 水城（初出場）                                 | 2回戦                                          | ● 5 - 10 東海大相模                            | 初戦敗退                                       |
| 2011年（第93回大会）  | 藤代（6年ぶり2回目）                           | 2回戦                                          | ● 1 - 3 徳島商                                 | 初戦敗退                                       |
| 2012年（第94回大会）  | 常総学院（3年ぶり14回目）                      | 1回戦                                          | ○ 14 - 0 杵築                                  | 2回戦                                          |
| 2012年（第94回大会）  | 常総学院（3年ぶり14回目）                      | 2回戦                                          | ● 5 - 7 桐光学園                               | 2回戦                                          |
| 2013年（第95回大会）  | 常総学院（2年連続15回目）                      | 1回戦                                          | ○ 6 - 0 北照                                   | ベスト8                                        |
| 2013年（第95回大会）  | 常総学院（2年連続15回目）                      | 2回戦                                          | ○ 4 - 1 仙台育英                               | ベスト8                                        |
| 2013年（第95回大会）  | 常総学院（2年連続15回目）                      | 3回戦                                          | ○ 9 - 1 福井商                                 | ベスト8                                        |
| 2013年（第95回大会）  | 常総学院（2年連続15回目）                      | 準々決勝                                       | ● 2 - 3x 前橋育英（延長10回）                  | ベスト8                                        |
| 2014年（第96回大会）  | 藤代（3年ぶり3回目）                           | 1回戦                                          | ● 10 - 12 大垣日大                             | 初戦敗退                                       |
| 2015年（第97回大会）  | 霞ヶ浦（初出場）                               | 1回戦                                          | ● 2 - 4 広島新庄                               | 初戦敗退                                       |
| 2016年（第98回大会）  | 常総学院（3年ぶり16回目）                      | 1回戦                                          | ○ 11 - 0 近江                                  | ベスト8                                        |
| 2016年（第98回大会）  | 常総学院（3年ぶり16回目）                      | 2回戦                                          | ○ 8 - 3 中京                                   | ベスト8                                        |
| 2016年（第98回大会）  | 常総学院（3年ぶり16回目）                      | 3回戦                                          | ○ 7 - 4 履正社                                 | ベスト8                                        |
| 2016年（第98回大会）  | 常総学院（3年ぶり16回目）                      | 準々決勝                                       | ● 1 - 4 秀岳館                                 | ベスト8                                        |
| 2017年（第99回大会）  | 土浦日大（31年ぶり3回目）                      | 1回戦                                          | ● 3 - 12 松商学園                              | 初戦敗退                                       |
| 2018年（第100回大会） | 土浦日大（2年連続4回目）                       | 1回戦                                          | ● 2 - 6 興南                                   | 初戦敗退                                       |
| 2019年（第101回大会） | 霞ヶ浦（4年ぶり2回目）                         | 1回戦                                          | ● 6 - 11 履正社                                | 初戦敗退                                       |
| 2020年（第102回大会） | （新型コロナウイルス感染症流行による大会中止） | （新型コロナウイルス感染症流行による大会中止） | （新型コロナウイルス感染症流行による大会中止） | （新型コロナウイルス感染症流行による大会中止） |
| 2021年（第103回大会） | 鹿島学園（初出場）                             | 1回戦                                          | ● 0 - 7 盛岡大付                               | 初戦敗退                                       |
| 2022年（第104回大会） | 明秀日立（初出場）                             | 2回戦                                          | ○ 2 - 1 鹿児島実                               | 3回戦                                          |
| 2022年（第104回大会） | 明秀日立（初出場）                             | 3回戦                                          | ● 4 - 5 仙台育英                               | 3回戦                                          |
| 2023年（第105回大会） | 土浦日大（5年ぶり5回目）                       | 1回戦                                          | ○ 8 - 3 上田西（延長10回TB）                   | ベスト4                                        |
| 2023年（第105回大会） | 土浦日大（5年ぶり5回目）                       | 2回戦                                          | ○ 3 - 0 九州国際大付                           | ベスト4                                        |
| 2023年（第105回大会） | 土浦日大（5年ぶり5回目）                       | 3回戦                                          | ○ 10 - 6 専大松戸                              | ベスト4                                        |
| 2023年（第105回大会） | 土浦日大（5年ぶり5回目）                       | 準々決勝                                       | ○ 9 - 2 八戸学院光星                           | ベスト4                                        |
| 2023年（第105回大会） | 土浦日大（5年ぶり5回目）                       | 準決勝                                         | ● 0 - 2 慶応                                   | ベスト4                                        |
| 2024年（第106回大会） | 霞ヶ浦（5年ぶり3回目）                         | 2回戦                                          | ○ 5 - 4 智弁和歌山（延長11回TB）               | 3回戦                                          |
| 2024年（第106回大会） | 霞ヶ浦（5年ぶり3回目）                         | 3回戦                                          | ● 2 - 6 滋賀学園                               | 3回戦                                          |
| 2025年（第104回大会） | 明秀日立（3年ぶり2回目）                       | 1回戦                                          | ● 1 - 5 聖隷クリストファー                     | 初戦敗退                                       |

## 通算成績
| 出場 | 試合 | 勝利 | 敗戦 | 引分 | 勝率 | 優勝 | 準優勝 | ベスト4 | ベスト8 |
| ---- | ---- | ---- | ---- | ---- | ---- | ---- | ------ | ------- | ------- |
| 72   | 128  | 59   | 69   | 0    | .460 | 2    | 1      | 2       | 4       |

## 学校別成績
| 校名       | 出場 | 勝敗     | 直近出場 | 最高成績 | 前身校     |
| ---------- | ---- | -------- | -------- | -------- | ---------- |
| 常総学院   | 16回 | 28勝15敗 | 2016年   | 優勝1回  |            |
| 水戸商     | 10回 | 9勝10敗  | 2000年   | ベスト8  | 茨城商     |
| 竜ヶ崎一   | 9回  | 3勝8敗   | 1991年   | 3回戦    | 龍ヶ崎中   |
| 土浦日大   | 5回  | 5勝5敗   | 2023年   | ベスト4  |            |
| 取手二     | 4回  | 6勝3敗   | 1984年   | 優勝1回  |            |
| 取手一     | 3回  | 1勝3敗   | 1973年   | 2回戦    |            |
| 霞ヶ浦     | 3回  | 1勝3敗   | 2024年   | 3回戦    |            |
| 藤代       | 3回  | 1勝3敗   | 2014年   | 2回戦    |            |
| 水戸一     | 3回  | 0勝3敗   | 1954年   | 初戦敗退 | 水戸中     |
| 明秀日立   | 2回  | 1勝2敗   | 2025年   | 3回戦    |            |
| 鉾田一     | 2回  | 0勝2敗   | 1982年   | 初戦敗退 |            |
| 茨城東     | 2回  | 0勝2敗   | 1997年   | 初戦敗退 |            |
| 日立一     | 1回  | 1勝1敗   | 1985年   | 3回戦    |            |
| 土浦一     | 1回  | 1勝1敗   | 1957年   | 2回戦    |            |
| 明野       | 1回  | 1勝1敗   | 1979年   | 2回戦    |            |
| 水戸啓明   | 1回  | 1勝1敗   | 1996年   | 2回戦    | 水戸短大付 |
| 下館一     | 1回  | 0勝1敗   | 1959年   | 初戦敗退 |            |
| 水戸工     | 1回  | 0勝1敗   | 1963年   | 初戦敗退 |            |
| 江戸川学園 | 1回  | 0勝1敗   | 1980年   | 初戦敗退 |            |
| 下妻二     | 1回  | 0勝1敗   | 2004年   | 初戦敗退 |            |
| 水城       | 1回  | 0勝1敗   | 2010年   | 初戦敗退 |            |
| 鹿島学園   | 1回  | 0勝1敗   | 2021年   | 初戦敗退 |            |